# Douglas DC-1

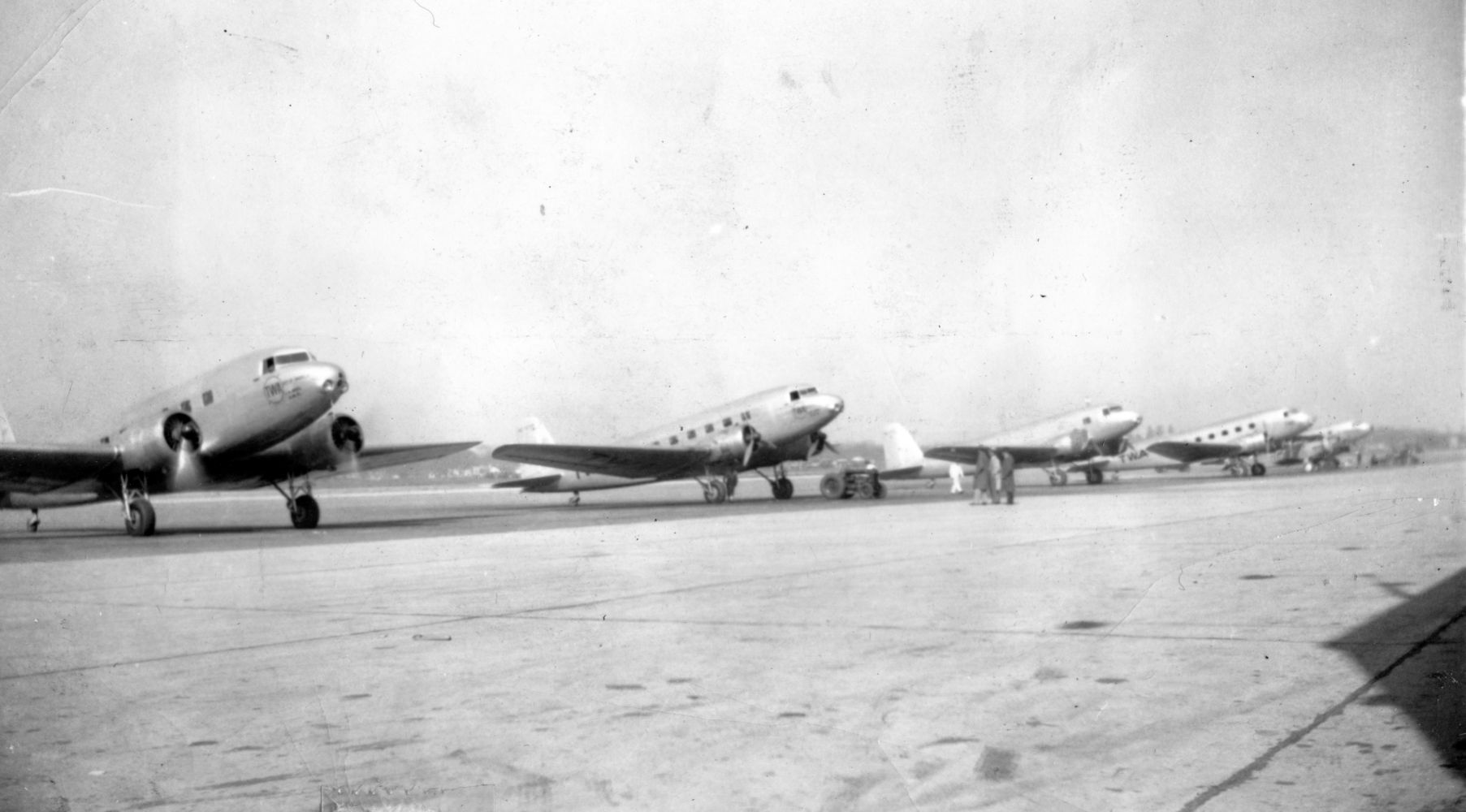
De Douglas DC-1 (midden) met geblindeerde ramen voor proefnemingen, aan beide zijden geflankeerd door twee DC-2's van TWA

De Douglas DC-1 was het eerste verkeersvliegtuig in de DC-reeks van de Amerikaanse vliegtuigfabriek Douglas Aircraft Company in Santa Monica (Californië). De letters DC staan voor Douglas Commercial. Bij zijn introductie in 1933 gold het toestel als een revolutionair ontwerp. Het was een rechtstreekse concurrent van de Boeing 247 en werd de stamvader van een lange reeks toestellen in de DC-reeks.

## Ontwikkeling
De aanzet tot de ontwikkeling van de DC-1 kan worden teruggevoerd op een ongeluk met een Fokker F.VII Trimotor nabij de plaats Bazaar in Kansas. Mede als gevolg van dit ongeluk verordonneerde de Amerikaanse Civil Aeronautics Board dat vliegtuigen gebouwd moesten worden met vleugels van metaal. Tot dan toe werd voornamelijk hout gebruikt dat werd overspannen met textiel.
De maatschappij waartoe de gecrashte Trimotor behoorde, Transcontinental and Western Air (TWA, het latere Trans World Airlines), verzocht vier vliegtuigfabrikanten om een bod te doen voor de constructie van een driemotorig vliegtuig met een capaciteit van 12 passagiers, dat
- geheel metalen vleugels had
- een intrekbaar landingsgestel had
- in staat was te blijven vliegen wanneer een van de motoren uitviel

De eigenaar van de Douglas Aircraft Company, Donald Wills Douglas Sr., aarzelde of hij op de vraag van TWA in moest gaan. Hij verwachtte dat er geen markt zou zijn voor 100 van deze toestellen. Dat aantal was de rentabiliteitsdrempel, becijferd om de ontwikkelkosten terug te verdienen. Toch werd een prototype ontwikkeld, dat zijn eerste vlucht maakte op 1 juli 1933. Het kreeg de type-aanduiding Douglas DC-1. Douglas bouwde een tweemotorige laagdekker die ruimte bood aan 12 passagiers, twee piloten en een steward of stewardess. Hoewel het toestel twee zuigermotoren had in plaats van de gevraagde drie, was het in staat om op 1 motor door te vliegen en een gecontroleerde noodlanding te maken. Er werden twee luchtgekoelde stermotoren ingebouwd van het type Wright Cyclone met een vermogen van elk 690 pk (515 kW).
Gedurende een half jaar maakte het toestel, de City of Los Angeles, meer dan 200 testvluchten. Daarbij bewees het zijn superioriteit ten opzichte van de Ford Trimotor en Fokker Trimotor, de meest gebruikte passagierstoestellen uit die tijd. Het vloog van de Amerikaanse westkust naar de oostkust in de recordtijd van 13 uur en 5 minuten. De DC-1 presteerde ook beter dan de metalen concurrent, de Boeing 247.
TWA accepteerde het toestel voor de seriebestelling met een paar kleine wijzigingen, voornamelijk sterkere motoren en een uitbreiding van de capaciteit van 12 naar 14 passagiers. Er werden 20 exemplaren besteld, later uitgebreid tot 32. Het productiemodel, dat 80 cm langer was dan het prototype en aan beide kanten een (zevende) zijraam meer had, kreeg de type-aanduiding Douglas DC-2, zodat er niet meer dan één DC-1 heeft bestaan.
Op aandringen van motorenfabrikant Pratt & Whitney heeft de DC-1 in de herfst van 1933 tijdelijk Hornet-motoren van dat merk gekregen. Ze werden begin 1934 vervangen door Wright Cyclones van het krachtiger type dat ook voor de DC-2 was gekozen, met een vermogen van 710 pk (530 kW) elk.
Begin december 1933 werd de DC-1 officieel eigendom van TWA. Het toestel heeft een aantal lijndienst- en postvluchten gemaakt, maar werd voornamelijk gebruikt voor verdere proefnemingen. TWA leende de DC-1 in 1935 uit aan de National Aeronautical Association, voor recordpogingen in snelheid, afstand en meegevoerde lading. Hiertoe werden wederom sterkere Wright Cyclone stermotoren ingebouwd, nu van elk 875 pk (653 kW). Dit was het vierde stel motoren waarmee de DC-1 werd uitgerust. Ook kreeg het toestel grotere brandstoftanks. Het lukte 8 wereldrecords en 14 Amerikaanse records te breken.

## Verdere geschiedenis

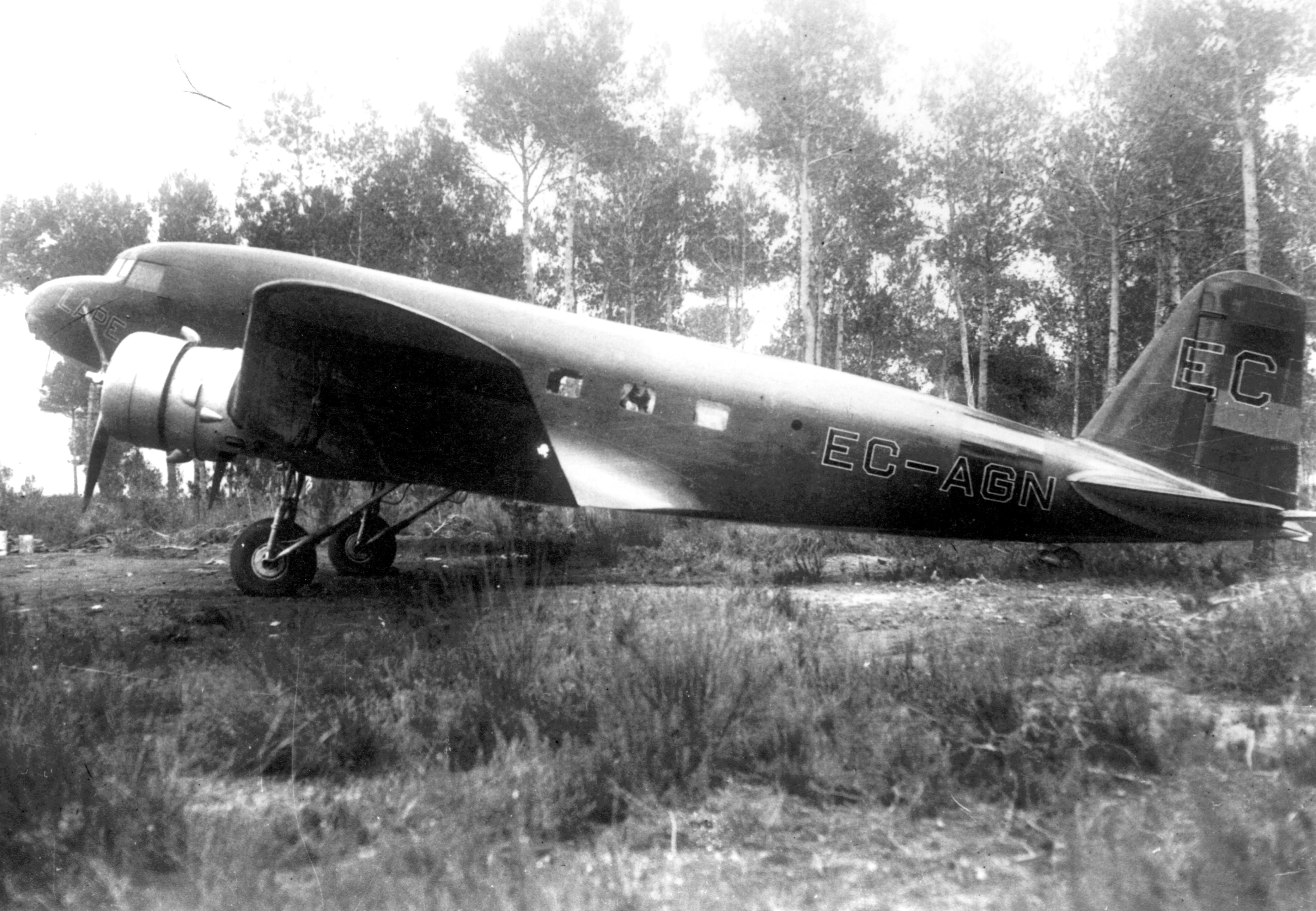
DC-1 EC-AGN in dienst bij het Spaanse Líneas Aéreas Postales Españolas - LAPE tijdens de Spaanse Burgeroorlog

In januari 1936 deed TWA de DC-1 van de hand. De nieuwe eigenaar was multimiljonair Howard Hughes. Omdat hij voor zijn "vlucht om de wereld binnen vier dagen" bij nader inzien de voorkeur gaf aan de Lockheed L-14 Super Electra, verkocht hij het toestel in mei 1938 aan Atholl Laurence Cunyngham Forbes, een Schotse lord die het enkele maanden in bezit heeft gehad.
Na een onderhoudsbeurt door de KLM op Schiphol werd de DC-1 in november 1938 doorverkocht aan de Spaanse maatschappij Líneas Aéreas Postales Españolas (LAPE). Al snel werd het toestel ingezet als transportvliegtuig voor het republikeinse leger in de Spaanse Burgeroorlog. Vanaf juli 1939 vloog de DC-1 voor Iberia onder de naam Manuel Negrón.
In december 1940 crashte de Manuel Negrón tijdens de start op de luchthaven van El Rompedizo, Málaga en vloog in brand. Er waren geen slachtoffers, maar herstel was uitgesloten. De wrakstukken werden pas na enkele jaren opgeruimd.

## Naslagwerken
- (en)  FRANCILLON, René J., McDonnell Douglas Aircraft since 1920. London: Putnam, 1979. ISBN 0-370-00050-1.
- (nl)  GELDHOF, N. & KOK, P.C. Kok, Douglas DC-2, de eerste blikken vogel van de KLM en de KNILM. Bergen (NH): Bonneville, 1997. ISBN 90-73304-19-9
- (en)  GRADIDGE, Jennifer M. (red.), DC-1, DC-2, DC-3: The First Seventy Years. Tonbridge, UK: Air-Britain (Historians), 2 dln., 2006. ISBN 0-85130-332-3